# Stenotabanus psammophilus
Stenotabanus psammophilus är en tvåvingeart som först beskrevs av Osten Sacken 1876.  Stenotabanus psammophilus ingår i släktet Stenotabanus och familjen bromsar. Inga underarter finns listade i Catalogue of Life.